# John Ryan
John Sydney Ryan (23 febbraio 1944) è un ex nuotatore australiano.
Specializzato nello stile libero, ha vinto la medaglia di bronzo nella staffetta 4x100 m sl alle Olimpiadi di Tokyo 1964.

## Palmarès
- Olimpiadi
  - Tokyo 1964: bronzo nella staffetta 4x100 m sl.

- Giochi dell'Impero e del Commonwealth Britannico
  - 1966 - Kingston: oro nella staffetta 4x110 yd sl.